# Gewinnmitnahme
Gewinnmitnahme (oder Gewinnrealisierung; englisch profit taking) ist im Börsenjargon die Handelsstrategie eines Wirtschaftssubjekts, Kursgewinne oder positive Zinsdifferenzen aus dem Handel mit Wirtschaftsobjekten zu erzielen. Gegensatz ist die Verlustbegrenzung (englisch stop loss). 

## Allgemeines
Als Wirtschaftsobjekte kommen Handelsobjekte (Finanzinstrumente wie Aktien oder Finanzprodukte wie Zinsdifferenzgeschäfte) auf den Finanzmärkten (Devisen-, Geld- oder Kapitalmarkt, vor allem Wertpapierbörse) oder Commodities (wie Handelswaren an der Warenbörse, Edelmetalle im Edelmetallhandel) in Betracht. Wirtschaftssubjekte sind Marktteilnehmer auf diesen Teilmärkten, insbesondere Arbitrageure, Spekulanten oder Trader. 
Um Gewinnmitnahmen nutzen zu können, muss zunächst der aktuelle Börsenkurs, Marktpreis oder Marktzins über den bezahlten Kaufpreis steigen. Diese Kurssteigerung wird durch Veräußerung der Handelsobjekte ausgenutzt, der entstandene Kursgewinn ist die positive Differenz zwischen dem niedrigeren Kaufpreis und dem höheren Verkaufspreis eines Handelsobjekts:
{\displaystyle {\mbox{Kursgewinn}}={{\mbox{Verkaufspreis}}-{\mbox{Kaufpreis}}}}.
Eine bloße Gewinnchance muss sich also tatsächlich in einer Kurssteigerung wiederfinden. Eine Gewinnmitnahme muss spätestens erfolgt sein, bevor sich der vorherrschende Kurstrend umkehrt (Turnaround). Dies ist der Fall, wenn eine Umkehrformation charttechnisch dies eindeutig signalisiert. Gegenstand der Gewinnmitnahme sind lediglich Kursgewinne, nicht jedoch feststehende Dividenden oder Zinserträge. Bei Leerverkäufen verläuft die Gewinnmitnahme umgekehrt: Nicht durch die Veräußerung, sondern erst durch die diese glattstellende Anschaffung wird der Kursgewinn realisiert. 

## Motive
Das Motiv für Gewinnmitnahmen liegt in der Meinung der Marktteilnehmer, dass sich der Aufwärtstrend eines Börsenkurses nicht mehr lange fortsetzen könnte oder wenn eine gesetzte Kursuntergrenze, das so genannte Stop-Loss-Limit, unterschritten wird. Sie konnten bereits einen Teil der Aufwärtsbewegung des Handelsobjekts als latenten Buchgewinn verzeichnen und werden versuchen, ihren Buchgewinn zu realisieren, indem sie ihre Handelsobjekte verkaufen. Gewinnmitnahmen sind typisch für das kurzfristige Gewinnstreben der Arbitrageure, Spekulanten und Trader. Ihre Gewinnmitnahmen erfolgen mit der Sorge, dass die Kursgewinne bei sinkenden Kursen wieder verloren gehen könnten.

## Kursverlauf
Die Gewinnmitnahme kommt speziell bei Aktien vor. Gewinnmitnahmen implizieren steigende Börsenkurse, die durch Gewinnrealisierungen wieder sinken können. Diese inverse Kursbewegung wird als technische Reaktion bezeichnet, die kurzfristig in die Gegenrichtung des vorherigen Kursanstiegs oder -abfalls führt und für die es keinen klar ersichtlichen Grund gibt. Gewinnmitnahmen führen dann zu kurzfristigen Kursrückgängen, wenn für eine Aktie mehr Verkaufsumsätze als Kauforders vorliegen. Motiv für die überwiegenden Verkaufsorders kann eine Gewinnmitnahme sein. Die nach einem Höchstkurs fallenden Kurse werden von Börsenkommentatoren häufig als Erklärungsversuch auf Gewinnmitnahmen zurückgeführt („technische Reaktion“), obwohl diese monokausale Betrachtungsweise von anderen möglichen Ursachen ablenken kann. Die technische Reaktion ist eine Gegenbewegung zum aktuellen Aufwärts-Trend und im Regelfall nur kurzfristiger Natur.
Die Realisierung von Gewinnen kann auch dazu führen, dass der Kurs eines Wertpapiers trotz positiver Bewertung oder anhaltendem Aufwärtstrend einbrechen kann. Besonders häufig tritt dieses auch als Mitnahmeeffekt bezeichnete Phänomen bei Neuemissionen von Aktien auf, wenn deren Kurs am ersten Handelstag erheblich über dem Emissionskurs liegt.
Bei anhaltenden Kurssteigerungen (Hausse) wird Marktliquidität geschaffen, bei Kursverfall (Baisse) wird Liquidität entzogen. Da Kursgewinne nur durch Gewinnmitnahmen in Geld umgewandelt werden können, ist ein hohes Handelsvolumen ein Maßstab für diese Marktentwicklung.

## Gewinnmitnahmen im öffentlichen Recht
Gewinnmitnahmen sind auch Gegenstand des öffentlichen Rechts. Hier erhält jedoch der Begriff einen anderen Inhalt. Unter Gewinnmitnahmen werden hier die Gewinnabführungen öffentlicher Unternehmen an die sie tragende Gebietskörperschaft oder sonstigen Träger verstanden. Derartige Unternehmen von Bund, Ländern oder Kommunen sind gemeinwohlorientiert und streben höchstens eine Kostendeckung an. Kommt es jedoch zu Gewinnen, können diese an die tragende Körperschaft ausgeschüttet werden, wenn dies die Satzung vorsieht. Die Zulässigkeit einer Gewinnmitnahme ergibt sich aus Art. 110 Abs. 1 GG, der die „Ablieferung“ der Einnahmen von Bundesbetrieben regelt. Auch das Gemeindewirtschaftsrecht sieht über die Zulässigkeit wirtschaftlicher Beteiligungen Gewinnmitnahmen vor (etwa § 107 Abs. 1 und 2 GemO NW). Die Erzielung von Gewinnen durch wirtschaftliche Betriebe der Gemeinden ist zulässig, solange die Erfüllung des öffentlichen Zwecks nicht beeinträchtigt wird (§§ 1, 7 Konzessionsabgabenverordnung KAV). Gegen eine angemessene Gewinnmitnahme als Nebenziel eines rechtlich zulässigen Hauptziels bestehen keine rechtlichen Bedenken.